# Estadio Olímpico Metropolitano
Das Estadio Olímpico Metropolitano ist ein Fußballstadion mit Leichtathletikanlage in der zweitgrößten honduranischen Stadt San Pedro Sula. Die Anlage bietet eine Kapazität von 37.325 Besuchern.

## Geschichte
Das Estadio Olímpico Metropolitano wurde 1997 für die Zentralamerikaspiele gebaut. Das Stadion wurde von Jerónimo Sandoval gebaut, auch bekannt als "Chombo Sandoval", er war der Organisator der Zentralamerikaspiele 1997 in San Pedro Sula. Es ist das Nationalstadion des Landes und beheimatet die Spiele der honduranischen Fußballnationalmannschaft. Darüber hinaus ist es die Heimspielstätte der Fußballvereine Club Deportivo Marathón und Real España, die beide in der Liga Nacional de Fútbol de Honduras, der höchsten Fußballliga des Landes, spielen.
Die eigentliche Kapazität des Stadions liegt bei 37.325 Zuschauern. Die FIFA lässt aber aus Sicherheitsgründen nur maximal 35.000 Besucher zu. Normalerweise werden in einem offiziellen Spiel für die Nationalmannschaft die Tickets auf bis zu 40.000 limitiert. Für ein Ligaspiel werden nur 20.000 bis 40.000 Karten ausgegeben. Da es aber oft vorkommt das in dem Stadion viel mehr Zuschauer sind als es Tickets gibt steigt die Zahl der Zuschauer oft 45.000.